# Smellie Peak
Smellie Peak är en bergstopp i Antarktis. Den ligger i Västantarktis. Argentina, Chile och Storbritannien gör anspråk på området. Toppen på Smellie Peak är 695 meter över havet, eller 243 meter över den omgivande terrängen. Bredden vid basen är 6,3 km.
Terrängen runt Smellie Peak är huvudsakligen kuperad. Trakten är glest befolkad. Närmaste befolkade plats är Mendel Polar Station, 14,9 kilometer norr om Smellie Peak. 